# Personaggi di Victorious

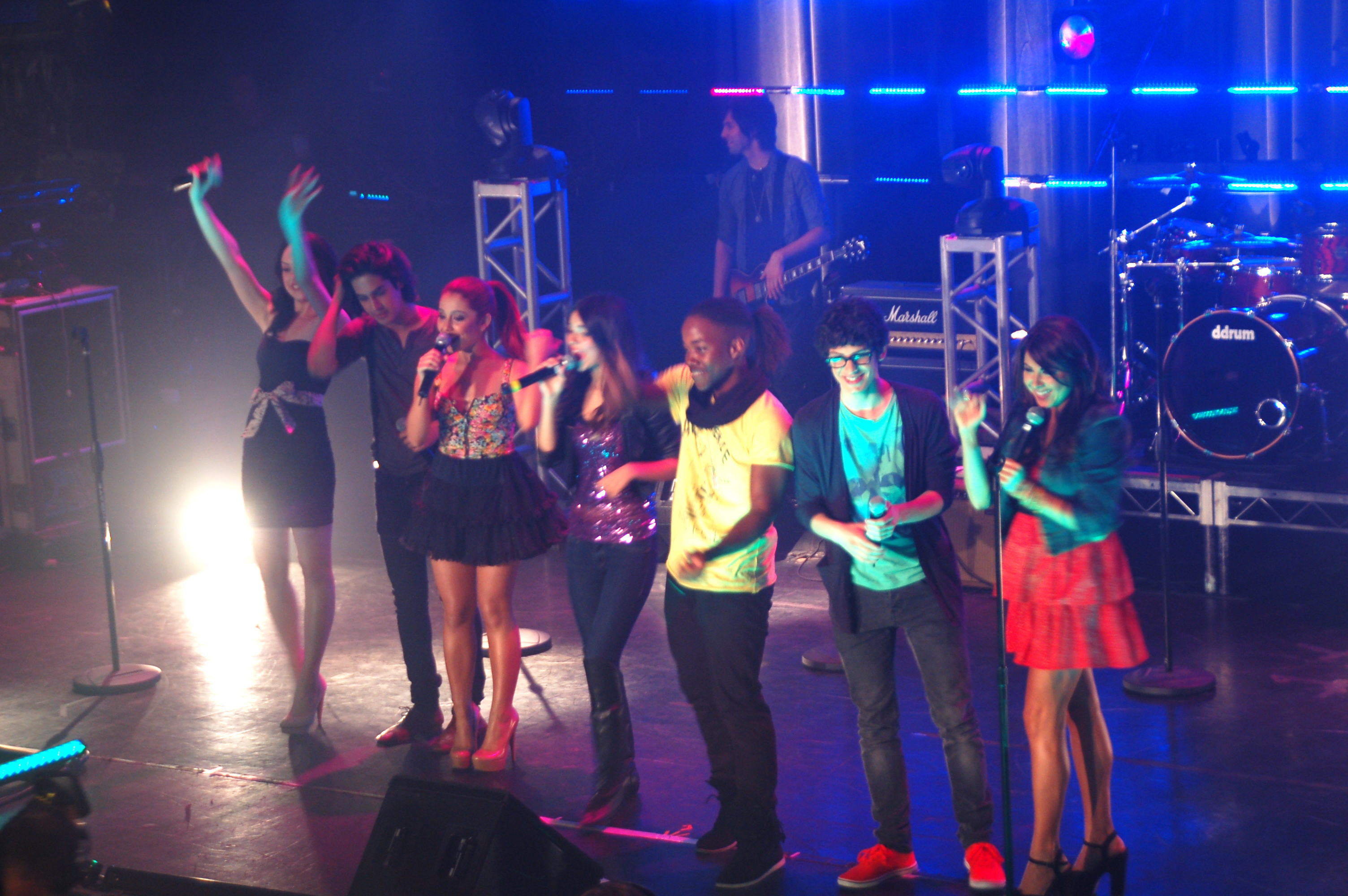
Gli attori principali del cast di Victorious. Da sinistra: Elizabeth Gillies (Jade West), Avan Jogia (Beck Oliver), Ariana Grande (Cat Valentine), Victoria Justice (Tori Vega), Leon Thomas III (André Harris), Matt Bennett (Robbie Shapiro) e Daniella Monet (Trina Vega).

Questa voce raccoglie un approfondimento sui personaggi della serie televisiva Victorious.

## Personaggi principali

### Tori Vega
Victoria "Tori" Vega (interpretata da Victoria Justice e doppiata da Camilla Gallo): è la protagonista sedicenne della serie, nonché sorella minore di Trina. Avendo sostituito sua sorella ad un evento che l'avrebbe fatta notare da diversi produttori discografici, è stata ammessa alla Hollywood Arts. Cantante ed attrice di talento, è una delle migliori amiche di André. Sebbene possa apparire fragile, è una ragazza molto determinata e di buon cuore. Già al suo primo giorno nella nuova scuola, ha avuto un rapporto contrastato con Jade: in alcune occasioni, le due si sono comunque trovate a collaborare l'una con l'altra, In passato, nella vecchia scuola, è stata fidanzata con Daniel. Ha anche cantato l'inno americano in diretta televisiva. Nonostante l'età, non ha ancora conseguito la patente di guida. Di origini  latine, è allergica alla gerbere: il suo gruppo sanguigno è 0 negativo, così come quello di Robbie. Doppiata da Camilla Gallo. 

### Trina Vega
Katrina "Trina" Vega (interpretata da Daniella Monet e doppiata da Loretta Di Pisa): diciottenne, è la sorella maggiore di Tori. Frequenta la Hollywood Arts, sebbene non sembri avere talento particolare per il canto o per la recitazione. Viene rivelato che fu ammessa a scuola soltanto perché il professor Sikowitz, durante il provino della ragazza, aveva allucinazioni provocate dal latte di cocco avariato. Dal carattere vanitoso ed egocentrico, non perde l'occasione di cercare di impressionare qualche produttore famoso che la lanci la sua "carriera" o di corteggiare ragazzi che le piacciono venendo però sempre respinta. La sua personalità complicata le impedisce di far parte del gruppo, risultando antipatica soprattutto a Jade.

### André Harris
Andrew "André" Harris (interpretato da Leon Thomas III e doppiato da Maurizio Merluzzo): vive con sua nonna. Compositore e musicista di talento, è uno dei migliori amici di Tori (per la quale ha composto diversi brani) , Robbie e Beck.   La convivenza con la nonna non è facile, in quanto l'anziana urla spesso e ha frequenti visioni. Oltre che nella musica, eccelle anche nella recitazione. Pare vantare un discreto successo con le ragazze, che sembrano essere colpite dal suo talento. Ha avuto, per breve tempo, una cotta per Jade.

### Beck Oliver
Beckly "Beck" Oliver (interpretato da Avan Jogia e doppiato da Ruggero Andreozzi): canadese, è il fidanzato di Jade. Il suo aspetto e i capelli lisci lo rendono molto popolare, in particolare tra le ragazze. La sua popolarità rende tuttavia difficile il rapporto con Jade, per la gelosia di quest'ultima. La coppia si è infatti separata in più di un'occasione, ricomponendosi comunque in seguito. Beck è un cantante ed attore di talento, oltre che un buon amico di André e Robbie. Vive in un camper, vicino alla casa dei suoi genitori, dove può seguire lo stile di vita che preferisce.

### Cat Valentine
Catarina "Cat" Valentine (interpretata da Ariana Grande e doppiata da Monica Bonetto): caratterizzata dai capelli rossi, è una ragazza dall'atteggiamento bizzarro e spesso infantile. Ha l'abitudine di pronunciare frasi strane in momenti casuali, lasciando stupito chi la ascolta oppure di raccontare fatti relativi a suo fratello (che, con evidenti problemi psichici, è stato ricoverato più volte in ospedali specifici). Sembra nutrire sentimenti d'amore verso Robbie, per altro ricambiati. Nonostante sia vegetariana, cucina pietanze a base di carne senza problemi. È solita usare l'espressione:«Cosa vorresti dire?» quando si sente offesa. Per un breve periodo è stata fidanzata con Daniel, l'ex ragazzo di Tori. Ha una dipendenza alimentare dai bibbles.

### Jade West
Jadelyn "Jade" West (interpretata da Elizabeth Gillies e doppiata da Giuliana Atepi): è la fidanzata di Beck. Cinica, sarcastica e molto gelosa del suo ragazzo: ciò causa momentanei scioglimenti della coppia. Jade non sopporta in particolare che Beck frequenti altre ragazze: nel periodo in cui non erano fidanzati ha però dichiarato di non essere disturbata dal fatto che lui esca con donne. Il suo carattere, apparentemente duro, nasconde una fragilità dovuta probabilmente all'infanzia difficile. Ha un brutto rapporto con suo padre, il quale non approva che lei studi recitazione e canto. Odia il mare per via di una brutta esperienza avuta con un delfino anni prima. Ha un rapporto contrastato con Tori (anche se ha collaborato con lei in alcune occasioni e ne ha richiesto l'aiuto) mentre non sopporta Trina.

### Robbie Shapiro
Robert "Robbie" Shapiro (interpretato da Matt Bennett e doppiato da Omar Vitelli): bravo ventriloquo, ha nel suo pupazzo Rex una sorta di amico. È abile in campo tecnologico e musicale. Eccelle anche in tecnica teatrale, dove ha ottenuto il punteggio di 99/100 all'esame: ha poi insegnato la materia a Tori, che lo ha superato per un punto. Amico di André e Beck, durante l'infanzia fu vittima di bullismo. Sembra essere innamorato di Cat, la quale ricambia parzialmente i suoi sentimenti. In varie occasioni ha dimostrato di nutrire interesse anche per Tori, la quale però si è dimostrata poco o per nulla interessata al ragazzo. Conserva inoltre figure, a grandezza naturale, della ragazza senza che lei lo sappia. Secondo quanto dichiarato da Rex il suo sedere è asimmetrico, mentre la sua gola rientrerebbe in misure normali. Il suo gruppo sanguigno è 0 negativo.
È celiaco e vegetariano.  Si chiama come l'avvocato di O.J. Simpson Robert Shapiro.

### Rex Powers
Rex Powers (doppiato da Omar Vitelli): è il pupazzo ventriloquo di Robbie, molto più sveglio e sfrontato del padrone. Non ha remore nel dichiararsi, specialmente davanti alle belle ragazze. Nonostante i suoi metodi, Robbie non riesce a separarsi da lui: arriva a venderlo a Francis, per poi pentirsi dello scambio dopo un solo giorno. Rischia di andare distrutto dopo un incidente con macchinari, ma Tori lo "rivitalizza". Provando antipatia per Trina, che lo aveva chiamato «stupido pupazzo», ha sabotato lo scenario di una recita finendo per fare del male alla ragazza. Rex può essere quindi descritto come la parte repressa di Robbie: se infatti il ragazzo ha di solito un comportamento timido, insicuro ed impacciato, Rex è lo strumento con il quale Robbie è in grado di esprimere determinazione, rabbia, sfrontatezza e coraggio.

### Erwin Sikowitz
Erwin Sikowitz (interpretato da Eric Lange e doppiato da Alessandro Maria D'Errico): è il professore di recitazione della scuola. All'inizio Tori lo scambia per un barbone a causa del suo look trasandato. Adora bere il latte di cocco e si fabbrica il burro da solo. Per quanto sembri bizzarro, i suoi metodi di insegnamento finiscono sempre per rivelarsi efficaci. Oltre a insegnare recitazione ai ragazzi, dà anche lezioni di vita e li aiuta molto spesso; per questo è il professore preferito di Tori e degli altri ragazzi. Inoltre, è curioso vedere che, sebbene all'interno della classe di Tori e dei suoi amici siano presenti altri ragazzi, la maggior parte dei compiti assegnati da Sikowitz sono destinati unicamente ai protagonisti. Ha l'abitudine di pronunciare la frase "Buon Gandhi!" nei momenti di sorpresa o stupore.

## Personaggi secondari

### Sinjin Van Cleef
Sinjin Van Cleef (interpretato da Michael Eric Reid e doppiato da Stefano Pozzi): è uno studente strano ed impacciato. Esperto di tecnologia, rivela di conoscere anche il mondo animale e di essere appassionato di auto da corsa. Ha hobby strani, come collezionare i denti di presidenti del passato e decorare il suo armadietto con cibo masticato. Non è un membro fisso del gruppo di Tori, al quale si è aggiunto saltuariamente.

### Signora Lee
Signora Lee (interpretata da Susan Chuang e doppiata da Cinzia Massironi): è la proprietaria del ristorante cinese Wok Star e poi del ristorante giapponese Nozu, è molto dura con i protagonisti perché loro hanno legato la figlia al soffitto di un teatro, poiché non volevano che interpretasse il ruolo da protagonista nello spettacolo teatrale.

### Mason Thornesmith
Mason Thornesmith (interpretato da Charles Shaughnessy e doppiato da Massimiliano Lotti): è il produttore dei Platinum Music Awards, ai quali Tori ha preso parte. Le condizioni dettate da lui e dal suo staff alla ragazza la portano a litigare con i propri amici, sebbene lo spettacolo convinca il ricco impresario delle qualità di Tori.

### Francis Thornesmith
Francis Thornesmith (interpretato da Cole Jensen) è il figlio dodicenne di Mason, prepotente e viziato. Per un solo giorno, ha scambiato il suo pupazzo (Goonther) con Rex: Robbie, però, si è subito pentito. Francis è stato poi distratto da Rhoda Hellberg, una bambina che lo ha baciato, permettendo a Cat e Robbie di recuperare Rex.

### David e Holly Vega
David e Holly Vega (interpretati da Jim Pirri e Jennifer Carta): sono i genitori di Trina e Tori. Poliziotto lui e casalinga lei, hanno entrambi un'aria svagata e distratta.

### Fratello di Cat
Non è mai apparso nel corso della serie, anche se viene spesso menzionato dalla sorella. Mentalmente instabile, è stato ricoverato almeno due volte in strutture psichiatriche e ha dovuto seguire terapie. Il suo nome e l'età non vengono rivelati, a differenza dei fatti strani che lo riguardano. È vegetariano.

### Charlotte Harris
Charlotte Harris (interpretata da Marilyn Harris): è la nonna di André, con cui il ragazzo vive. È solita avere visioni ed urlare contro chiunque le capiti a tiro. Possiede un pappagallo, di nome Larry, che il nipote ha usato per girare un film.

### Lane Alexander
Lane Alexander (interpretato da Lane Napper e doppiato da Luca Sandri): afroamericano, è il consulente ed assistente scolastico della Hollywood Arts. Si occupa di questioni disciplinari, oltre che di risolvere problemi tra studenti. Ha un nipote (Devin) che, interessato da un video in cui Tori e i suoi amici cantavano indossando vestiti a forma di cibo, ha chiesto gli autografi di Tori e Jade: quest'ultima ha scritto una parolaccia, della quale il ragazzo ha chiesto il significato senza ricevere spiegazione.

### Fawn Lebawitz
Fawn Lebawitz, conosciuta anche come Ponnie la pazza, (interpretata da Jennette McCurdy e doppiata da Jenny De Cesarei): frequentava la Hollywood Arts, da cui venne espulsa per i suoi comportamenti strani e le minacce. Portava strani oggetti nello zaino e aveva l'abitudine di chiamare «Debby» tutti quanti. Cerca di vendicarsi su Tori (con la quale non aveva mai avuto legami) tormentandola: viene infine arrestata, ricomparendo tuttavia poco dopo.

### Festus
Festus (interpretato da Marco Aiello e doppiato da Marcello Cortese): è il proprietario del Grub Truck, il chiosco alimentare della Hollywood Arts. Originario di Yerba, invita Tori e i suoi amici a recarsi in vacanza sull'isola dove risiede suo fratello, Sgrodis.